# گینگر هلگسون-نیلسن
 گینگر هلگسون-نیلسن (انگلیسی: Ginger Helgeson-Nielsen؛ زادهٔ ۱۴ سپتامبر ۱۹۶۸) یک تنیس‌باز اهل ایالات متحده آمریکا است.